# Vichinghi
L'appellativo vichinghi identifica i guerrieri norreni, originari della Scandinavia  che, a bordo di imbarcazioni dette drakkar, fecero scorrerie sulle coste delle isole britanniche, della Francia, Italia meridionale e Sicilia e di altre parti d'Europa fra la fine dell'VIII e l'XI secolo. Questo periodo della storia europea (generalmente racchiuso fra gli anni 793 e 1066) è tipicamente denominato epoca vichinga. Il termine ebbe la prima menzione nel poema anglosassone del IX secolo Widsith, nei versi 47, 59, 80, come "Wicinga".
I vichinghi facevano parte delle popolazioni norrene, anche se in realtà il termine "vichingo" indicava un uomo libero che intraprendeva il mestiere del pirata salpando dalle zone costiere della Scandinavia; tale termine viene anche utilizzato, per sineddoche, per indicare tutti gli abitanti nordici insediati nell'alto medioevo nei fiordi.
I vichinghi, famosi per la loro abilità di navigatori e per le lunghe barche, in pochi secoli colonizzarono le coste e i fiumi di gran parte d'Europa, le Isole Shetland, le Isole Orcadi, Fær Øer, l'Islanda, la Groenlandia e Terranova; si spinsero a sud fino alla Grecia e alle coste del Nordafrica e a est fino alla Russia e a Costantinopoli, sia per commerciare sia per compiere saccheggi.
I vichinghi sono conosciuti anche per essere stati i primi europei a raggiungere il Nordamerica, tra la fine del X e gli inizi dell'XI secolo. A tal proposito si vedano Bjarni Herjólfsson, il primo europeo ad avvistare il continente americano cinque secoli prima dei viaggi di Cristoforo Colombo, e L'Anse aux Meadows, un antico insediamento vichingo dell'XI secolo ritrovato sull'isola di Terranova (nell'odierno Canada).
I viaggi dei vichinghi divennero sempre meno frequenti dopo l'introduzione del cristianesimo in Scandinavia, tra la fine del X e gli inizi dell'XI secolo. L'epoca vichinga viene convenzionalmente considerata conclusa dalla battaglia di Stamford Bridge, avvenuta nel 1066.

## Etimologia e denominazioni
L'etimologia del termine norreno víkingr 'vichingo' è rimasta a lungo incerta. L'ipotesi più verosimile, la più accreditata oggi dagli studiosi, attribuisce l'origine del suddetto termine al sostantivo víka, indicante un 'turno ai remi' e, per estensione, la distanza marina coperta con un turno ai remi. Per mezzo del suffisso -ing-, che indica provenienza geografica e/o appartenenza a un gruppo di persone, avrebbe indicato inizialmente 'colui che fa un turno ai remi', cioè 'rematore, marinaio', da cui il senso si sarebbe spostato verso quello di 'partecipante a una spedizione per mare [a fini predatori o commerciali]'. Etimologie più datate e sempre meno condivise lo facevano derivare dal sost. vík, che significa "baia", "insenatura", "fiordo" o "piccola isola", Quindi, secondo questa interpretazione "vichingo" significherebbe "persona che viene dalla baia". Va anche considerato che viken era l'antico nome con cui era indicata la regione costiera dello Skagerrak, cioè la zona da cui venivano i primi vichinghi. Un'ultima ipotesi, del tutto inverosimile, sostiene che l'etimologia del termine "vichingo" vada ricercata nell'antico inglese wíc, sostantivo per "accampamento", significando quindi "gente accampata" o "gente che si accampa". Nelle saghe islandesi viking si riferisce a una spedizione per mare, mentre vikingr al marinaio o al guerriero che vi prende parte (probabilmente con il tempo i due termini si sono fusi, almeno per le popolazioni che subivano quelle "spedizioni").
In antico inglese la parola wicing appare per la prima volta nel poema anglosassone, datato all’VIII secolo, Widsith. Sia in antico inglese che nelle opere di Adamo da Brema il termine si riferisce ai pirati e non a un popolo o a una cultura. Comunque il termine venne usato più come verbo che non come sostantivo, connotando un'attività piuttosto che un gruppo distinto di persone, e sicuramente non indicava le spedizioni commerciali delle popolazioni vichinghe. Nel poema biblico Exodus, databile all'VIII secolo, invece, è presente il termine wicingas, derivato da wic, il primo indicava la "gente del porto" e il secondo "l'approdo". Sempre in inglese antico, lingua imparentata strettamente con il danese e le altre lingue scandinave, ma con una variante dialettale più vicina a quelle dell’Inghilterra settentrionale, con Wic o Wich oltre agli approdi si indicavano gli insediamenti, soprattutto se racchiusi da palizzate, come riscontrabile in molti toponimi, sia scandinavi che britannici.. Il termine sparì nel medio inglese, per ricomparire solo nel XVIII secolo, con il Romanticismo, come viking.

### Sinonimi
Durante l'epoca vichinga, in Inghilterra, i vichinghi erano noti come "uomini del nord", "norreni" o "norvegesi", per poi essere chiamati "danesi" (con il termine norvegese e danese si indicavano tutti gli scandinavi, senza distinzione rispetto alle moderne nazioni, anche se è indicativo che i primi invasori dell'Inghilterra furono norvegesi, mentre la seconda ondata, dopo l'860, era composta a larga maggioranza da danesi). Oltre a questi termini, diffuso in tutto l'occidente era il termine di "pagani", tradotto come concetto anche in arabo, nel quale i vichinghi erano noti come al-madjus, termine che, oltre a pagani e adoratori del fuoco, indica anche la depravazione morale, le barbarie e la stregoneria, in contrapposizione con altre definizioni di paganità.
Normanno o nordmanno, invece, era il termine standard per definire le popolazioni scandinave cristiane stanziate nel continente, in particolare in Normandia (dalla quale deriva il termine), Frisia, Fiandre, Bretagna, Aquitania, Asturie, Galizia e Catalogna; era comunque molto diffuso anche nelle isole britanniche. In Irlanda però si preferiva denominarli danesi (dubgaill, ovvero stranieri neri) e norvegesi (finngaill, ovvero stranieri rossi), indicando correttamente la provenienza geografica e quindi specificando se i gruppi vichinghi erano solo di una o di entrambe le nazionalità. Un'analisi condotta dai ricercatori David N. Dumville e Clare Downham sembrerebbe stabilire che questi termini fossero usati per determinare la permanenza più o meno lunga dei vichinghi in Irlanda: i dubgaill erano i nuovi arrivati mentre i finnegaill i residenti da lungo tempo. Altri termini gaelici irlandesi erano lochlannach (gente dei fiordi/laghi) e gaill (termine, per altro, vagamente denigratorio, indicante gli stranieri). A ovest della Frisia e in Sassonia erano indicati invece come askmenn (ascomanni), ovvero "uomini di Askr", il loro antenato mitico. Nella regione baltica il termine più usato era quello di ruotsi (ovvero rematori), derivato dalle lingue finniche, che passò alle lingue slave come rus, dando poi il nome alla Russia. Il termine rhos è usato anche nelle fonti greche e bizantine, ma è affiancato o sostituito da quello di varangoi (variaghi), termine che deriva dal norreno var, che significa confraternita, o più precisamente "che ha prestato giuramento solenne". Infatti, i vichinghi di origine svedese attivi tra il Mar Baltico e il Mar Nero, spesso erano gruppi di mercenari che giuravano collettivamente, al seguito di un capo, fedeltà ai sovrani locali, in primo luogo l'imperatore bizantino che li impiegava come guardie del corpo.

## L'epoca vichinga

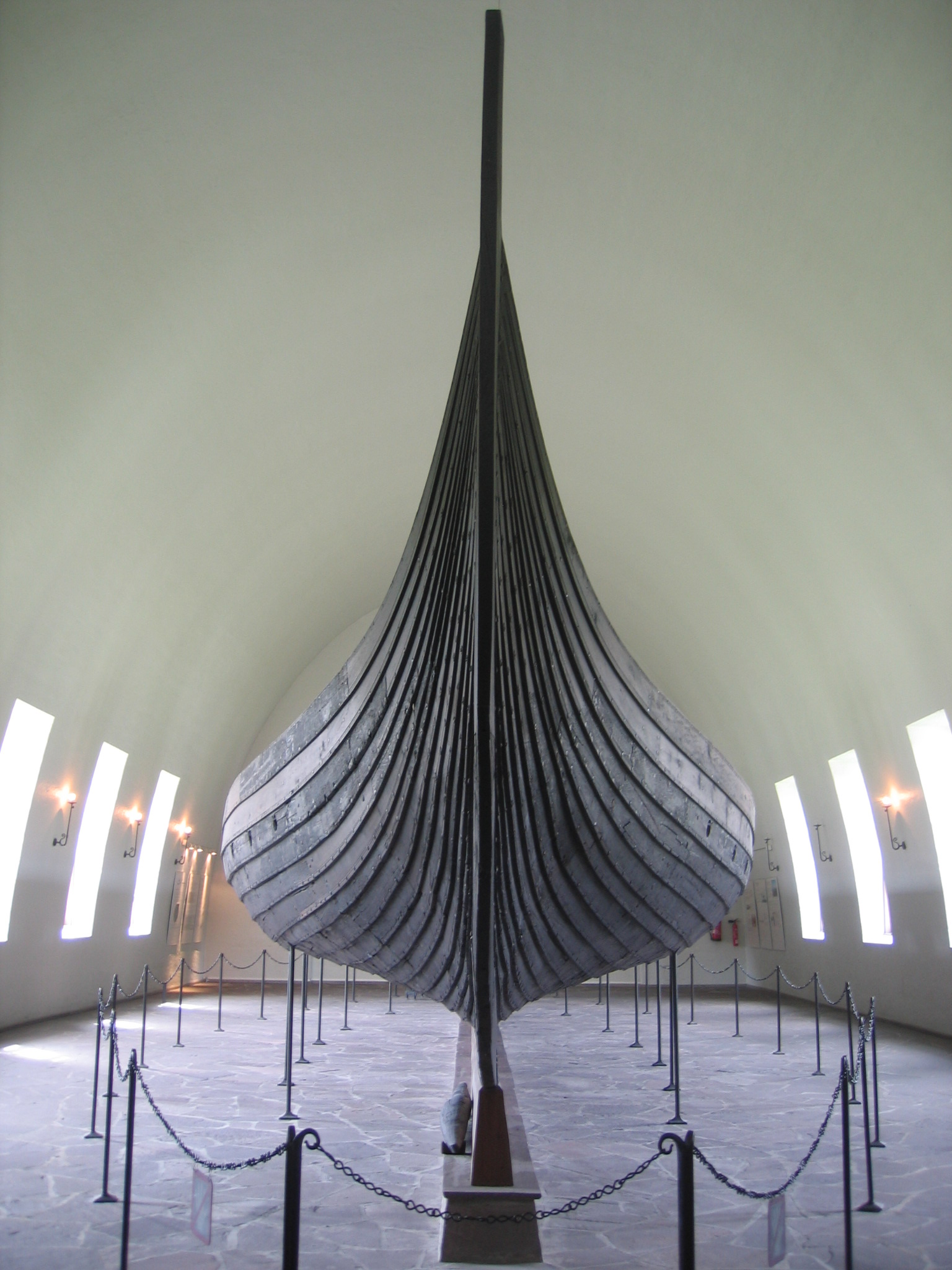
Una nave vichinga (drakkar) esposta al museo di Oslo, in Norvegia

L'epoca vichinga è convenzionalmente il periodo caratterizzato dall'espansione di popolazioni nord-germaniche che va dai primi saccheggi documentati del 790 (del 793 l'incursione all'Abbazia di Lindisfarne) fino alla Conquista normanna dell'Inghilterra del 1066. Spesso si è ritenuto che il termine "vichinghi" stesse a indicare quella popolazione dei Norreni stanziati sulle coste scandinave (al riparo dei fiordi) dediti all'attività corsara. In realtà il termine indicava più propriamente un mestiere, ovverosia quello del "pirata", senza nessuna connotazione etnica o geografica. Chi partiva per razziare e fare bottino poteva essere definito "vichingo", ma nel momento in cui, tornato a casa, riprendeva in mano l'aratro per dedicarsi nuovamente ad arare i suoi campi, cessava di esserlo. Cionondimeno il termine "Epoca vichinga" è generalmente accettato dagli storici per via dell'importante impronta che questo fenomeno, a livello socioculturale, da parte delle popolazioni nordiche che ne furono i principali autori, ha lasciato. Il padre di Guglielmo il Conquistatore era un normanno, come pure Aroldo II d'Inghilterra discendeva da nobili danesi. Molti sovrani medievali norvegesi e danesi si imparentarono con le famiglie regnanti di Scozia e Inghilterra.
Dal punto di vista geografico l'epoca vichinga si è sviluppata non solo nelle odierne Norvegia, Danimarca e Svezia, ma anche nei territori che erano sotto il dominio delle popolazioni nord-germaniche, vale a dire il Danelaw, la Scozia, l'Irlanda, l'Isola di Man, ampie parti della Russia e dell'Ucraina. Durante gli stessi anni dell'epoca vichinga, si ebbe il periodo di maggior stabilità dell'Impero bizantino (cioè l'era compresa fra l'800 e il 1071) dopo le prime ondate di conquista araba a metà del VII secolo.

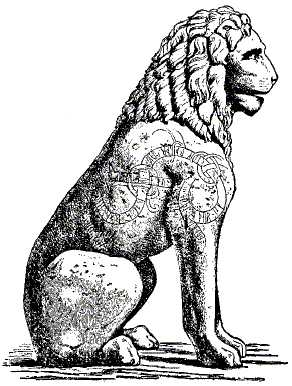
Alcuni vichinghi svedesi incisero iscrizioni runiche su questa statua oggi a Venezia, proveniente da Atene, in Grecia

A partire dall'anno 839 si ha la presenza di mercenari variaghi al servizio dei bizantini (il più famoso di tutti è Harald Hardråde, che condusse guerre in Nordafrica e a Gerusalemme nel primo terzo dell'XI secolo). Importanti porti commerciali vichinghi dell'epoca erano Birka, Hedeby, Kaupang, Regno di Jórvík, Staraja Ladoga, Novgorod e Kiev.
Nonostante la notevole espansione fino all'epoca della loro cristianizzazione i Norreni si consideravano più o meno come un unico popolo, con un'unica lingua che aveva piccole varianti dialettali fra le popolazioni più lontane. I nomi dei sovrani norreni ci sono conosciuti solo per la parte finale dell'epoca vichinga e solo dopo la fine di quest'ultima si ha uno sviluppo in nazioni indipendenti dei paesi scandinavi da cui i Vichinghi avevano avuto origine.
Si sono verificati ritrovamenti archeologici che sembrano mostrare che i Vichinghi abbiano raggiunto la città di Baghdad, anche se l'insediamento di colonie in Medio Oriente non ebbe la fortuna che ottenne in altre parti d'Europa a causa del forte potere centralizzato delle dinastie degli Omayyadi e Abbasidi.

### Il declino
Dopo avere sviluppato commerci e insediamenti, dall'Europa giunsero ai Vichinghi numerosi impulsi culturali. Il Cristianesimo cominciò a diffondersi in Scandinavia e, a causa della crescita di un forte potere centralizzato e al rinforzarsi delle difese nelle zone costiere dove i Vichinghi erano soliti compiere saccheggi, le spedizioni predatorie divennero sempre più rischiose. Esse cessarono completamente nell'XI secolo con l'ascesa di re e grandi famiglie nobili e di un sistema quasi feudale; dopo l'anno 1000 infatti le cronache riportano di battaglie condotte dagli scandinavi "contro" popolazioni "vichinghe" del Baltico, fatto che avrebbe portato alla partecipazione di Svezia e Danimarca alle Crociate del Nord e allo sviluppo della Lega anseatica.

## Testimonianze storiche

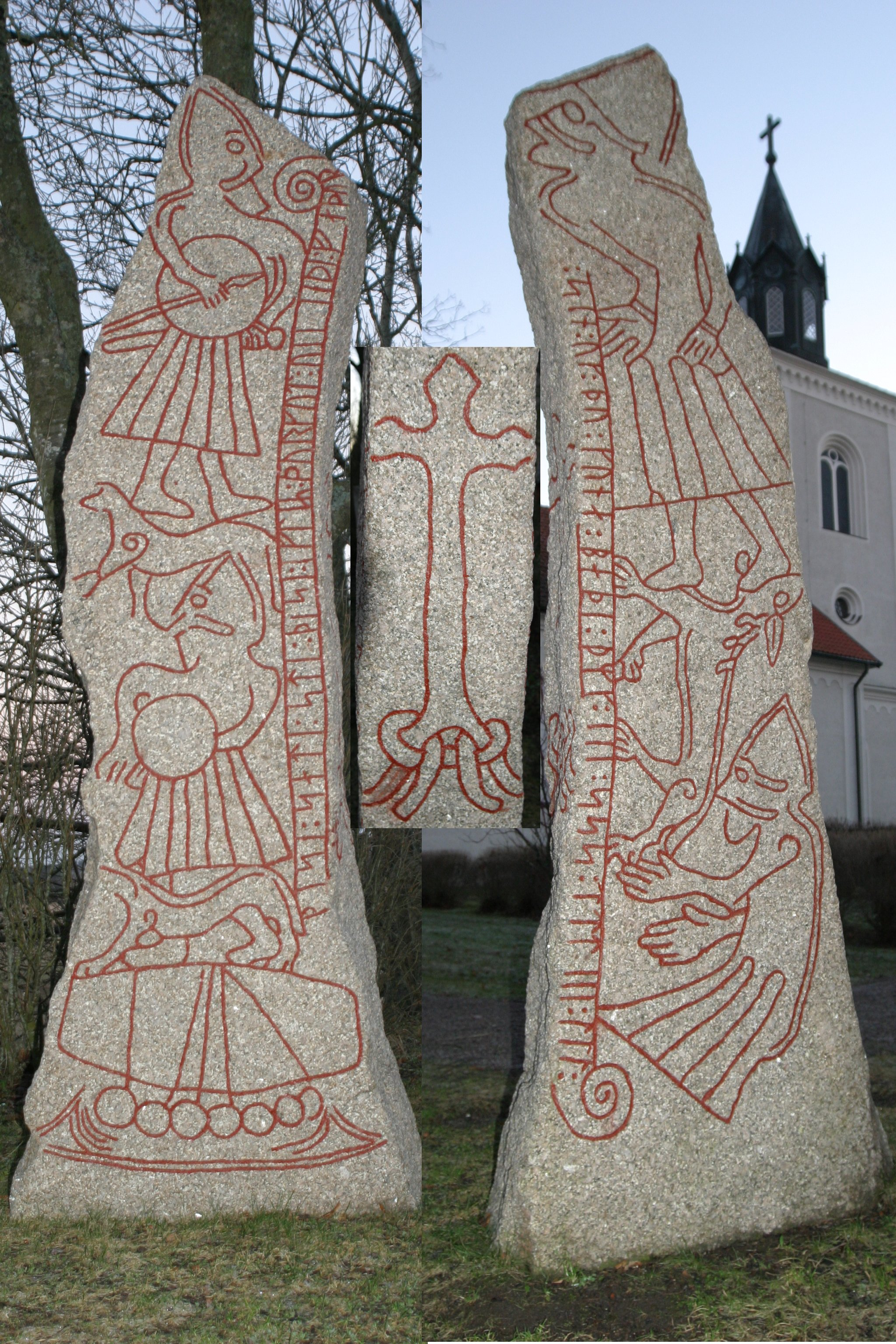
Un'immagine composita fatta di diverse parti della pietra runica di Ledberg, con illustrazioni di quelli che probabilmente sono Variaghi nell'impero bizantino e una nave bizantina

Il primo saccheggio vichingo di cui si abbia notizia è del 787 quando, secondo la Cronaca anglosassone, un gruppo di uomini provenienti dalla Norvegia giunse via mare all'Isola di Portland, nel Dorset. In quell'occasione essi vennero scambiati per mercanti da un rappresentante del re, che venne assassinato quando cercò di portarli dal proprio sovrano per pagare la tassa sui beni che dovevano essere commerciati.
Il successivo attacco di cui abbiamo una registrazione storica è dell'8 giugno 793, a un monastero a Lindisfarne, sulla costa orientale dell'Inghilterra. Per tutti i successivi due secoli la storia europea è fitta di attacchi e saccheggi compiuti dai Vichinghi in ogni parte del continente: la maggior parte delle testimonianze viene da cronisti occidentali o dai loro discendenti, ma una parte non indifferente viene da testimoni orientali, numerose cronache che spaziano in tutte le terre toccate da queste popolazioni nordiche, fino al Mar Mediterraneo, al Medio Oriente e al Mar Caspio.
Adamo da Brema scrive nel suo libro Gesta Hammaburgensis Ecclesiae Pontificum (volume quarto):
(Adamo da Brema)

## L'espansione vichinga

### Inghilterra

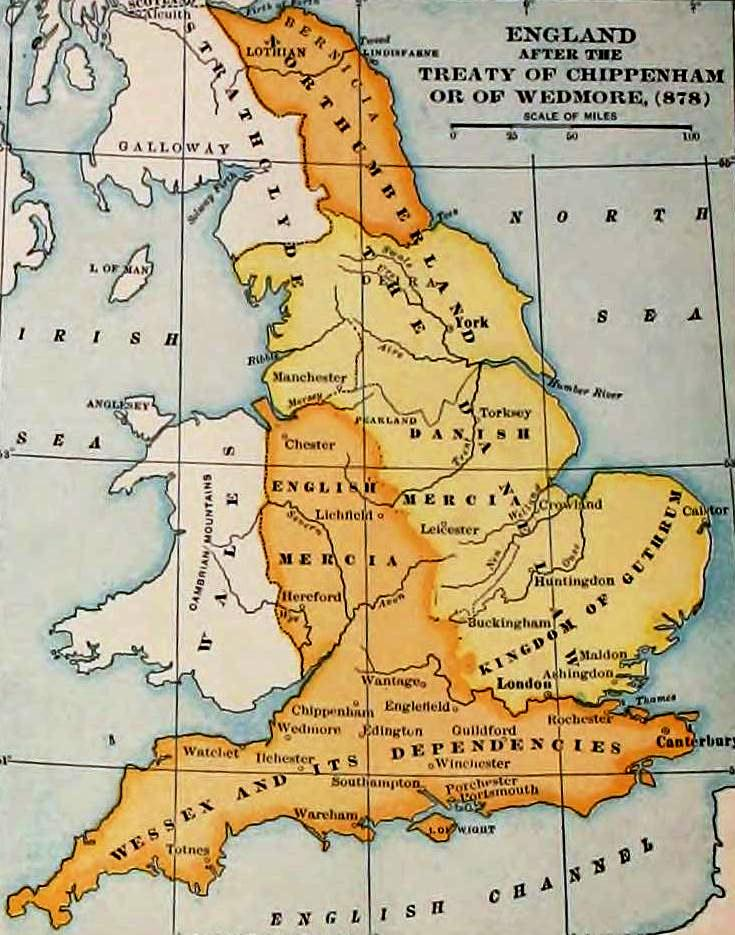
Il Danelaw, in giallo

Secondo la già citata Cronaca anglosassone, dopo l'attacco del 793 i Vichinghi continuarono a compiere saccheggi su piccola scala in tutta l'Inghilterra per i decenni successivi, soprattutto sulle coste settentrionali e orientali. Ciò fu reso possibile dalle famose imbarcazioni utilizzate dai Vichinghi; si crede anche che essi prestassero molta attenzione alla pianificazione degli attacchi, in modo da potere ottenere il massimo risultato anche con piccoli gruppi di guerrieri.
Durante l'inverno compreso fra gli anni 840 e 841 le popolazioni inglesi vennero colte di sorpresa da saccheggi compiuti da vichinghi norvegesi (che normalmente venivano effettuati durante l'estate), che si erano posti in attesa su alcune isole al largo delle coste irlandesi.
Nell'865 giunse sulle coste orientali dell'Inghilterra un grande esercito, presumibilmente guidato da Ivar, Halfdan e Guthrum. Essi conquistarono la città di York (che chiamarono Regno di Jórvík) e una parte di loro s'insediò là per coltivare la terra. La maggior parte dei regni inglesi stava all'epoca affrontando tumulti interni e non poteva in alcun modo contrastare l'attacco vichingo. L'unico che riuscì ad arrestare l'avanzata fu Alfredo il Grande, che rimase indipendente dalla conquista e, insieme ai suoi successori, riguadagnò terreno fino a riprendere York.
Una nuova ondata di Vichinghi apparve in Inghilterra nel 947, quando Eric I di Norvegia riconquistò York. L'espansione vichinga in Inghilterra continuò a opera di Sweyn I di Danimarca, detto Barbaforcuta, e di suo figlio Canuto il Grande (1016–1035), dopo di che una serie di problemi di ereditarietà indebolì la famiglia regnante. I Vichinghi comunque restarono in Inghilterra fino al 1066, quando i norvegesi persero la loro ultima battaglia, quella di Stamford Bridge.
Benché temutissimi da tutte le popolazioni costiere non sempre ai Vichinghi andò bene: le cronache narrano di un episodio in cui una piccola flotta attaccò un ricco monastero a Jarrow, dove essi incontrarono molta più resistenza di quanto non se ne potessero aspettare. I comandanti delle navi vennero uccisi e l'equipaggio riuscì a scappare solo per arenarsi a Tynemouth, dove vennero sterminati dalla popolazione locale. Questo fu uno degli ultimi raid in Inghilterra per i successivi quarant'anni: i Vichinghi preferirono focalizzare la loro attenzione sull'Irlanda e sulla Scozia.

### Irlanda
I Vichinghi condussero numerose scorrerie in Irlanda, isola in cui fondarono anche alcune città, tra cui Dublino. In alcune occasioni gli scandinavi furono sul punto di conquistare l'intera isola, ma dovettero sempre fare i conti con le popolazioni autoctone. La letteratura e gli stili decorativi dell'intero arcipelago britannico riflettono la cultura vichinga. Essi resero le città irlandesi fiorenti mercati, in cui importavano merci da Inghilterra, Persia, Bisanzio e Asia centrale. Dublino in particolare divenne così popolosa che durante l'XI secolo alcune case dovettero essere costruite al di fuori della cinta muraria.
I Vichinghi saccheggiarono alcuni monasteri della costa occidentale irlandese nel 795, da cui poi si sparsero per tutta la costa, soprattutto a nord e a est. Durante i primi 40 anni le scorrerie venivano compiute da piccoli gruppi, ma dall'830 in avanti le flotte erano composte da numerose navi e uomini e si spinsero sempre più all'interno dell'isola, approfittando della presenza di acque navigabili. A partire dall'841 i Vichinghi si stabilirono permanentemente nell'isola (Dublino è la città vichinga che ha avuto maggior successo in Irlanda, fondata nell'838 come avamposto sull'estuario del fiume Liffey); in tale anno, infatti, stabilirono un accampamento nell'area di Dublino, potendo così rimanere in Irlanda durante l'inverno, invece di dovere attraversare nuovamente il mare per tornare in Scandinavia. Poco più tardi, fra il IX e il X secolo, i Vichinghi commemorarono il luogo dove avevano effettuato il primo approdo con un monumento, noto come Long Stone (la "pietra lunga"), alto quattro metri, sopravvissuto fino al XVIII secolo.
Gli irlandesi si abituarono alla presenza vichinga e in alcuni casi le due popolazioni si allearono contro nemici comuni, con matrimoni misti.
Dopo la battaglia di Clontarf del 1014, vinta dall'esercito del sovrano Brian Boru, i Vichinghi arrestarono le loro scorrerie in Irlanda e si limitarono alla pesca e ai commerci. La letteratura sia irlandese che vichinga descrive questa battaglia come uno scontro combattuto da forze naturali e soprannaturali, come demoni, goblin, stregoni e Valchirie, il cui canto poteva decidere chi poteva vivere e chi doveva morire.

### Scozia
Benché ci siano poche testimonianze del periodo precedente è chiaro che a partire dagli anni '30 del IX secolo ci fu una forte presenza scandinava in Scozia. Nell'839 un grande esercito vichingo (probabilmente norvegese) invase la valle del fiume Tay, una zona di altissima importanza per il regno dei Pitti. Gli invasori ne sterminarono il re Eoganan, il fratello e gran parte dell'aristocrazia, il che causò il crollo del regno pitto. A questo evento viene tradizionalmente attribuita, come conseguenza, la nascita del regno di Scozia per opera di Kenneth MacAlpin.
Le isole a nord e a ovest della Scozia vennero fortemente colonizzate dai Vichinghi norvegesi. Le Shetland, le Orcadi, le Ebridi Esterne, Caithness e Sutherland erano tutte sotto il controllo norvegese, a volte diretto e a volte come entità indipendenti. Le Shetland e le Orcadi sono stati gli ultimi di questi possedimenti a essere reincorporati nel Regno di Scozia, nel 1486.

### Galles
Il Galles non venne colonizzato dai Vichinghi così fortemente come l'Irlanda e l'Inghilterra orientale. Essi s'insediarono comunque nel sud del paese, a St David's, Haverfordwest e Gower, fra le altre zone. Nomi come Skokholm, Skomer e Swansea portano essi stessi la testimonianza di un passato in cui i Vichinghi erano presenti, anche se essi non riuscirono mai a conquistare il Galles o a costituire un loro regno indipendente, sia a causa della potenza dei re gallesi sia a causa del fatto che l'aristocrazia, al contrario di ciò che avvenne in Scozia, rimase pressoché integra.

### Gallia
La Gallia occidentale e i Paesi Bassi soffrirono maggiormente dell'invasione vichinga del IX secolo rispetto alla Gallia orientale. Il periodo di regno di Carlo il Calvo, già ritenuto militarmente inetto, coincise con alcune delle peggiori incursioni vichinghe del paese, cosa che ebbe come conseguenza l'Editto di Pistres dell'864, con cui veniva istituita una forza di cavalleria sotto il controllo diretto del re che aveva il potere di intervenire in qualunque momento per respingere gli invasori. Oltre a ciò egli ordinò la costruzione di edifici e ponti fortificati lungo il corso dei fiumi per prevenire razzie in regioni interne.
Ciò nonostante, i bretoni si allearono con i Vichinghi e ciò causò la morte, alla Battaglia di Brissarthe dell'865, sia di Roberto il Forte che di Ranulfo I d'Aquitania. I Vichinghi non esitarono ad avvantaggiarsi della guerra civile che devastava il Ducato d'Aquitania durante i primi anni del regno di Carlo; negli anni '40 Pipino II li chiamò in aiuto contro il re ed essi si insediarono alla foce della Garonna.
Dopo altri scontri e sanguinose battaglie Carlo il Semplice, con il Trattato di Saint-Clair-sur-Epte del 911, stabilì che essi si potessero stabilire a Rouen, insediandosi nella penisola che avrebbe assunto il nome di Normandia, un bastione contro l'invasione di ulteriori popolazioni vichinghe.

### Penisola iberica
Dalla metà del IX secolo si ha notizia di attacchi vichinghi contro il Principato delle Asturie, nell'estremo nord della Penisola iberica, anche se le fonti storiche sono troppo scarse per capire quanto frequenti questi attacchi fossero. Durante il regno di Alfonso III delle Asturie i Vichinghi soffocarono le vie di comunicazione marittima tra la Galizia e il resto d'Europa, cosa che si cercò di contrastare mediante la costruzione di fortificazioni lungo le coste.
A partire dal X secolo si verificarono numerosi saccheggi di monasteri e uccisioni di alti prelati, sia nel nord della Spagna che nell'odierno Portogallo, eventi che si ripeterono per circa un secolo. Nel sud islamico i califfi ebbero a che fare con razzie vichinghe fin dall'844, cosa che provocò l'immediato allargamento di porti (come quello di Siviglia) e la costruzione di forti flotte di contrasto, con alterni successi per tutto il X secolo. A partire dal secolo successivo, comunque, il "monopolio" della pirateria passò ai Saraceni.

### Spiegazione dell'espansione

Insediamenti e viaggi dei vichinghi

Una mappa che mostra le regioni in cui si insediarono gli scandinavi nell'ottavo (rosso scuro), nono (rosso), decimo (arancione) e undicesimo secolo (giallo). Il verde indica quelle zone soggette a frequenti incursioni da parte dei vichinghi

Il perché dell'inizio dell'espansione vichinga è un argomento ampiamente dibattuto fra gli storici, anche se non si è ancora arrivati a risposte univoche.
Una teoria parla del fatto che le terre d'origine dei Vichinghi divennero sovrappopolate: una popolazione in crescita e un'agricoltura insufficiente a supportarne il peso potrebbero avere causato una carenza di terreni, sia coltivabili che abitabili. Per un popolo che viveva in zone costiere, esperto di navigazione, poteva sembrare ovvio tentare un'espansione in territori oltre-mare. Un problema di questa teoria è che non è stato provato nessun aumento della popolazione o calo di produzione agricola con conseguente carenza di risorse.
Questa teoria è ampiamente accettata come una parte della soluzione del problema, essendo difficile immaginare la ragione per cui un popolo dovrebbe cercare di colonizzare nuovi territori lontani se non mancano terre vicino a quello d'origine; tuttavia, non si danno spiegazioni sullo sviluppo delle spedizioni di commercio e saccheggio, come sul perché si sia preferito cercare territori in terre lontane piuttosto che colonizzare l'enorme entroterra scandinavo, composto prevalentemente di foreste quasi completamente disabitate.
Un'altra teoria sostiene che i vichinghi sfruttarono le temporanee debolezze delle regioni in cui viaggiarono. Per esempio i Vichinghi danesi erano perfettamente a conoscenza delle divisioni interne dell'impero di Carlo Magno, che iniziarono negli anni 830 e terminarono con la separazione dell'impero in tre entità distinte. Anche le spedizioni in Inghilterra hanno sfruttato le dispute interne dei diversi regni inglesi. Il declino delle antiche rotte commerciali può anch'esso essere una parte della soluzione. Il commercio fra l'Europa occidentale e il resto dell'Eurasia calò drasticamente con la fine dell'impero romano nel V secolo e con l'espansione dell'Islam nel VII secolo. All'epoca dei vichinghi il commercio attraverso il Mar Mediterraneo era ai suoi minimi livelli. Commerciando, per esempio, pellame e schiavi in cambio di argento e spezie con gli Arabi e commerciando poi nuovamente questi beni con i Franchi in cambio di armi, i vichinghi agirono come intermediari prendendo il posto che era dei commercianti mediterranei.
Per quanto riguarda il commercio un altro fattore importante è la distruzione della flotta frisa da parte dei Franchi: questo diede ai Vichinghi l'opportunità di prendere il loro posto nei mercati.
Tutto ciò comunque spiega come l'espansione vichinga poté essere possibile, ma non perché essa cominciò. In risposta a quest'ultimo interrogativo alcuni prendono in considerazione un'altra possibilità: essa potrebbe essere stata la conseguenza della resistenza alla cristianizzazione forzata della Scandinavia (in particolare Carlo Magno perseguitò duramente tutte le popolazioni pagane, che dovevano accettare "la conversione o il massacro"). Ciò può spiegare anche il perché della particolare ferocia che i Vichinghi mostrarono sempre nei confronti degli edifici cristiani, non solo saccheggiati ma spesso profanati.

## Religione
I vichinghi veneravano molte divinità (che fanno parte della cosiddetta Mitologia norrena, già praticata da centinaia di popolazioni germaniche antiche); le tre principali erano Odino, Thor e Freyr. Essi avevano forma umana e possedevano diverse combinazioni di qualità che i Vichinghi ammiravano, nonché alcuni dei loro difetti. Le avventure e i problemi di tali dei erano la base di diversi miti e leggende, che servivano per illustrare come un vichingo doveva, o non doveva, comportarsi.
Odino era il capo degli dei e il dio della saggezza. Due corvi imperiali, Hugin ("pensiero") e Munin ("memoria"), raccoglievano informazioni per suo conto.
Thor era il figlio di Odino e il dio più venerato. Egli proteggeva gli umani da ogni male. Il suo nome significa "tuono", il cui suono rombante annunciava il passaggio del suo cocchio attraverso il cielo. I fulmini erano le scintille scagliate dal suo martello, Mjöllnir.
Freyr era il dio della fertilità, che aiutava a garantire buoni raccolti e bambini sani e forti. A lui venivano sacrificati il cinghiale e lo stallone, simboli di virilità. Freyr aveva una sorella gemella, Freia, che era la sua controparte femminile.

## Tombe
I Vichinghi credevano nella vita dopo la morte e ritenevano di potere portare con sé i propri beni nell'aldilà. Gli scavi nella parte ovest di Dublino hanno rivelato scheletri di uomini sepolti con spade, scudi e coltelli di loro appartenenza, mentre le donne venivano sepolte con oggetti quali spille e gioielli. Le tombe non sono molto profonde, pertanto in origine potrebbero essere state coperte da cumuli di terra, come quello che esisteva a Hoggen Green, vicino al Trinity College, fino al 1646. Il nome Hoggen deriva da hagur, il termine norreno per "tumulo".
I Vichinghi utilizzavano diverse modalità di sepoltura. Alcune persone importanti o benestanti venivano sepolte in una nave insieme ai loro beni, quali cavalli, mobilia e addirittura servitori. A volte la nave con il corpo del deceduto veniva incendiata prima di essere ricoperta con un cumulo di terra. Le sepolture di questo tipo di dimensioni si trovano in Scandinavia, ma alcune versioni minori sono state rinvenute nelle isole della Scozia e sull'Isola di Man.
Vi sono numerosi siti sepolcrali associati con popolazioni vichinghe. Queste tombe non solo forniscono informazioni riguardo alla religione vichinga, ma forniscono anche una notevole quantità di dati sulla loro struttura sociale. Gli oggetti sepolti insieme al corpo ci danno inoltre indicazioni su ciò che era considerato importante possedere nella vita post-mortem. In particolare, sono disponibili molte informazioni sulle loro armi.
Numerose sepolture sono state associate alla civiltà vichinga, per esempio:
- Gettlinge gravfält, Öland, Svezia;
- Jelling, Danimarca, un sito Patrimonio dell'umanità dell'UNESCO;
- Oseberg, Norvegia;
- Gokstad, Norvegia;
- Tune, Svezia;
- Hulterstad gravfält, vicino ai villaggi di Alby e Hulterstad, Öland, in Svezia.

## Le pietre runiche
La maggior parte delle iscrizioni runiche dell'epoca vichinga viene dalla Svezia, specialmente dal X e dall'XI secolo. Molte pietre registrano la partecipazione di persone alle spedizioni vichinghe, mentre altre pietre registrano la morte di persone che avevano partecipato a queste spedizioni. Tra queste, le venticinque pietre runiche di Ingvar, nel distretto svedese di Mälardalen, erette per commemorare i membri di una spedizione disastrosa nell'odierna Russia agli inizi dell'XI secolo. Le rune sono un'importante testimonianza per lo studio non solo della società vichinga, bensì dell'intera popolazione scandinava medievale.
Le pietre runiche attestano i viaggi dei Vichinghi in luoghi sparsi in tutto il mondo allora conosciuto, come Bath, la Grecia, la Persia, Gerusalemme, la Spagna (conosciuta come Wisigotland), l'Italia, terre del mondo musulmano, l'Inghilterra e varie altre località dell'Europa orientale.

## Armi
Poiché i vichinghi seppellivano le armi insieme al loro proprietario, sono disponibili molte informazioni sulle armi utilizzate da essi. Le spade, solitamente con impugnatura a una mano e a doppio filo, sembrano essere state l'arma preferita dei Vichinghi. Venivano realizzate in ferro bordato con acciaio, pesavano circa un chilogrammo ed erano lunghe circa 90 centimetri. Le spade vecchie venivano considerate superiori perché si riteneva fossero state "temprate" dal sangue; si credeva, inoltre, che avessero poteri magici. Spesso alle spade veniva dato un nome, come "Serpe" o "mordigamba".
Fra le altre armi rinvenute nelle tombe vichinghe vi sono asce e due tipi di lance: una leggera per il lancio e una più corta per trafiggere il nemico nei combattimenti ravvicinati. Si ritiene che alcuni guerrieri avessero una particolare abilità con l'arco, ma esso non sembra essere stato un'arma comune di quel popolo.

## Le saghe
La mitologia norrena, le saghe nordiche e l'antica letteratura norrena ci narrano della religione vichinga attraverso le imprese di eroi mitologici, benché la trasmissione della maggior parte di queste informazioni sia stata fondamentalmente orale fino a che non venne messa per iscritto da autori cristiani, come gli islandesi Snorri Sturluson, nella sua Edda in prosa e Sæmundur fróði,  uno dei possibili autori della Edda poetica. Molte di queste saghe vennero scritte e conservate in Islanda durante tutto il Medioevo, a causa dell'interesse di quella popolazione per le saghe norrene e i codici legislativi.
I vichinghi in queste saghe sono descritti come uomini che attaccavano spesso luoghi facilmente accessibili e debolmente difesi, spesso senza subire conseguenze. Le saghe fanno capire anche che i Vichinghi erano abili artigiani e commercianti e che costruirono numerose colonie.

## Le navi

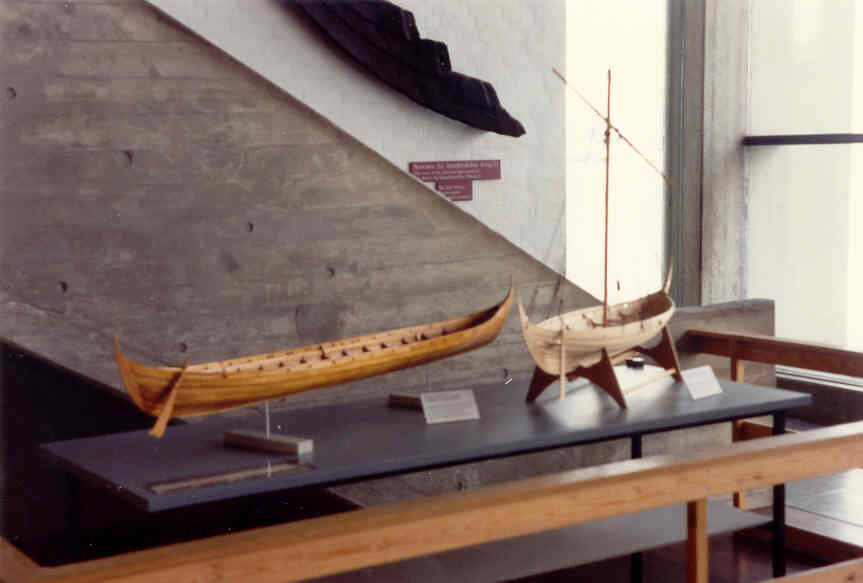
Miniature dei due diversi tipi di navi vichinghe, in mostra al Vikingeskibsmuseet di Roskilde, in Danimarca

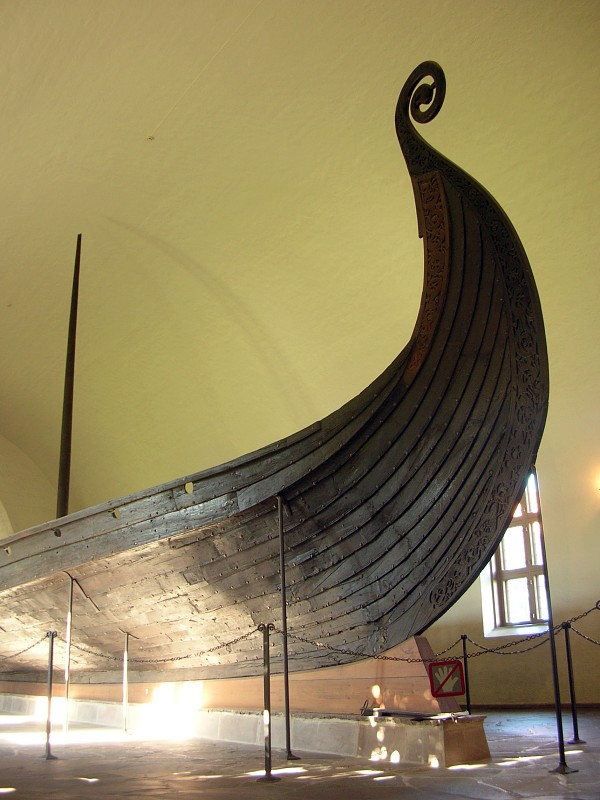
Prua della nave di Oseberg, in mostra al museo delle navi vichinghe di Oslo

Le navi vichinghe venivano costruite secondo la tecnologia più avanzata dell'epoca e fornivano ai navigatori notevoli vantaggi sui rivali. I vichinghi avevano sviluppato tecniche di progettazione e costruzione che consentivano di realizzare navi che non solo erano veloci, ma potevano navigare in acque basse e attraccare praticamente ovunque. Potendo fare a meno dei porti l'esplorazione diveniva molto più semplice e con essa l'espansione in nuovi territori, nonché il commercio con piccoli insediamenti sulle coste e lungo i fiumi.
Poiché le navi erano dotate di remi i vichinghi non dovevano affidarsi esclusivamente ai venti favorevoli. Ciò costituiva un enorme vantaggio quando si dovevano effettuare manovre in fiumi stretti, in battaglie navali e nelle fughe impellenti. Gli scafi delle navi vichinghe erano composti di assi sovrapposte collegate le une alle altre; in tal modo era possibile realizzare una superficie esterna solida e leggera ed era sufficiente un telaio meno pesante. Inoltre tale costruzione ad assi sovrapposte creava un effetto aliscafo. Con il movimento veloce in acqua, lo scafo si sollevava verso l'alto e tendeva a uscire dal liquido, riducendo così la resistenza idrodinamica e aumentando ulteriormente la velocità di avanzamento. Oltre a essere più veloci queste navi leggere potevano anche essere agevolmente trasportate sulle strisce di terra fra due fiumi. Questa caratteristica ebbe un ruolo fondamentale nella realizzazione delle vie commerciali che i vichinghi stabilirono attraverso la Russia, fino al mar Nero e al Medio Oriente.
Vi erano due diversi tipi di imbarcazioni vichinghe: le drakkar e le knarr. Le prime, utilizzate per le esplorazioni e le guerre, erano studiate per essere veloci e maneggevoli ed erano equipaggiate con remi per renderle indipendenti dalla presenza o meno del vento. I drakkar avevano uno scafo lungo e stretto e un moderato pescaggio, per facilitare lo sbarco di truppe in acque basse. Le knarr invece erano navi mercantili, più lente ma con una maggior capacità di carico, disegnate con uno scafo corto e largo e un profondo pescaggio. Sulle knarr non erano previsti rematori.
A Roskilde si trovano i resti di cinque navi vichinghe in ottimo stato di conservazione, recuperate dal vicino fiordo alla fine degli anni sessanta. Le navi si trovavano là nell'XI secolo per difendere la navigazione del canale e proteggere la città, che all'epoca era la capitale della Danimarca, dagli attacchi dal mare. Queste cinque navi rappresentano sia le drakkar sia le knarr.

## Falsi miti

### Altezza
Esiste una credenza popolare che asserisce che i vichinghi fossero uomini grandi e grossi. Ahmad ibn Fadlan e molti altri autori europei coevi dicono che i vichinghi erano di alta statura. Sono stati condotti studi moderni che mostrano come i vichinghi avessero una statura media compresa fra i 168 e i 176 centimetri. Un'altezza grossomodo simile a quella degli anglosassoni loro contemporanei, leggermente superiore ai Germani di quei tempi ma nettamente superiore ai mediterranei. I vichinghi di maggior rango erano più alti dei propri sudditi (fatto probabilmente dovuto a una migliore alimentazione). La differenza si faceva sentire nel Medioevo, in un'epoca in cui le battaglie si combattevano corpo a corpo. Tale maggiore prestanza fisica era grossomodo equivalente a ciò che rappresenta una maggiore potenza di fuoco in un esercito moderno; questo fatto potrebbe essere spiegato con fattori genetici e una migliore alimentazione.

### Elmi con le corna

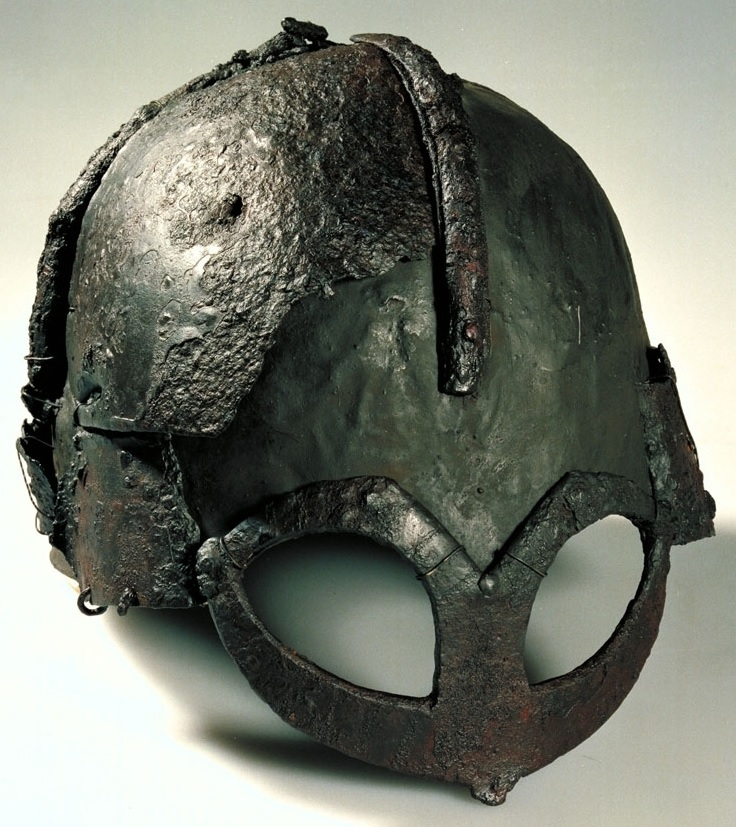
Elmo vichingo.

A parte due o tre rappresentazioni di elmi rituali con protuberanze che assomigliano a corvi stilizzati, serpenti o corna, non è stato trovato alcun dipinto né alcun elmo vichingo che abbia le corna. Infatti lo stile di guerra degli antichi vichinghi (in formazione compatta o a bordo delle navi) avrebbe reso un tale elmo molto pericoloso per i guerrieri della propria parte. Si può quindi escludere che i guerrieri vichinghi avessero elmi muniti di corna, ma resta incerto il fatto se ne esistessero per scopi religiosi o rituali.
L'errore comune degli elmi con le corna venne diffuso dagli scrittori svedesi del XIX secolo, che volevano promuovere l'antica mitologia norrena come forma idealizzata di antico coraggio e orgoglio delle popolazioni scandinave. Probabilmente ciò venne ripreso dagli elmi dell'età del bronzo, di duemila anni prima, che erano muniti di corna (probabilmente per scopi religiosi) e vennero effettivamente trovati. Il falso mito degli elmi con le corna fu probabilmente diffuso anche dal costumista Carl Emil Doepler, che aveva creato un tale elmo per "Der Ring des Nibelungen" di Wagner (1876). L'opera ebbe un enorme successo e fece credere che i vichinghi avessero elmi con le corna. Il vero elmo dei guerrieri vichinghi era conico, fatto di cuoio, con finimenti e rinforzi in legno e metallo per le truppe; i comandanti avevano invece un elmo di ferro, talvolta con maschera.

### Feroci saccheggiatori
Nonostante l'immagine di feroci saccheggiatori che vivono per depredare, il cuore della società vichinga era basato sulla reciprocità, sia a livello personale e sociale che a livello politico. I vichinghi vissero in un'epoca in cui molte società si macchiarono di atti violenti e le azioni degli scandinavi, poste nel contesto storico, non erano più feroci di azioni come quella di Carlo Magno, che fece uccidere migliaia di Sassoni (capeggiati da Vitichindo) a Verden (Aller) (si stima circa 4500) dopo una loro rivolta particolarmente devastante. I Vichinghi erano spesso commercianti; alcuni di essi si lasciarono andare ai saccheggi, soprattutto di monasteri britannici, in quanto questi custodivano spesso oggetti d'oro e argento o comunque di valore.
Ciò non toglie che effettivamente i vichinghi terrorizzassero chiunque fosse da loro assaltato; spesso trucidavano la popolazione locale, depredando tutti i beni e il bestiame, schiavizzavano i bambini e le donne, a volte commettevano infanticidio, secondo le loro usanze belliche.

### Sudiciume
L'immagine di sporchi selvaggi dai capelli e barba lunghi e incolti, che a volte è associata ai vichinghi nella cultura popolare, è una totale distorsione della realtà. I resoconti relativi ai vichinghi che ci sono pervenuti sono stati scritti da autori non-scandinavi ed è quindi possibile che ci sia un certo margine d'errore.
Questa abitudine venne probabilmente causata dall'incomprensione verso il paganesimo dei vichinghi. Le loro abitudini vennero spesso travisate e mal riportate e il lavoro di Adamo da Brema, tra gli altri autori, riporta storie difficilmente credibili.
Si sa che i vichinghi usavano una serie di oggetti per l'igiene personale come pettini, pinzette, rasoi o speciali "cucchiaini" per le orecchie. In particolare, negli scavi archeologici compiuti in antichi insediamenti vichinghi i pettini sono fra gli oggetti trovati più spesso. I vichinghi producevano anche sapone, usato sia per la pulizia personale sia per schiarirsi i capelli (essendo tale sapone caratterizzato da elevata basicità), dal momento che nella cultura vichinga i capelli biondi o rossi erano l'ideale. Secondo recenti studi, è emerso che lo schiarirsi i capelli, comportamento usuale per gli uomini vichinghi, non venisse praticato invece dalle donne.
In Inghilterra i vichinghi ebbero la reputazione di uomini "eccessivamente puliti" a causa della loro abitudine di fare un bagno alla settimana, al sabato (al contrario di ciò che facevano i locali Anglosassoni). Per riferirsi al sabato la lingua norrena parla appunto di laurdag, ovvero "giorno della pulizia"; in islandese "laug" significa ancora "bagno" o "pozza d'acqua", mentre tuttora il sabato è chiamato in islandese laugardagur, in svedese lördag e in danese e norvegese lørdag.
Per quanto riguarda le popolazioni Rus', che acquisirono una componente variaga, Ahmad ibn Rustah nota esplicitamente la loro pulizia, mentre Ahmad ibn Fadlan è disgustato dal fatto che molti uomini usino lo stesso recipiente per lavarsi il viso e soffiarsi il naso ogni mattina. Il disgusto di ibn Fadlan è probabilmente dovuto alle sue idee personali riguardo all'igiene personale e all'ideale del mondo musulmano di acqua corrente e recipiente personale, ma ciò ci fa sapere che quelle popolazioni avevano l'abitudine di lavarsi ogni mattina, cosa piuttosto rara durante il Medioevo.

## Influenze nella cultura europea

### Romanticismo
Il termine vichinghi venne reso popolare, con connotazioni positive, da Erik Gustaf Geijer nel poema I Vichinghi, scritto agli inizi del XIX secolo. La parola venne riferita a navigatori-guerrieri idealizzati e romanticizzati che avevano molto poco a che fare con la realtà storica.
L'interesse rinnovato del Romanticismo per l'antico Nord ebbe implicazioni politiche: un mito che parlava di un passato glorioso e coraggioso serviva alla Svezia per dare l'impulso alla riconquista della Finlandia, persa nel 1809 con la pace di Hamina a favore della Russia. Questo mito venne reso popolarissimo anche grazie all'aiuto di un altro autore svedese, Esaias Tegnér, a quei tempi popolare in tutta la Scandinavia, la Germania e il Regno Unito.
Anche in Gran Bretagna l'interesse per i Vichinghi si accrebbe notevolmente nel corso del XVIII secolo, sia per merito di traduzioni delle saghe islandesi che di opere di autori locali come George Hicke, creando le basi per un morboso interesse in qualunque cosa fosse nordico, dalle pietre runiche al Danelaw. Quest'interesse raggiunse il suo apice nel periodo Vittoriano.

### Nazismo

La bandiera delle Schutzstaffel

Gli ideali attribuiti dal Romanticismo agli eroici vichinghi erano perfetti per gli ideologi della supremazia della Germania nazista. Anche i miti cui si ispirarono le opere liriche di Richard Wagner si ricollegano alle saghe vichinghe. Organizzazioni politiche ispirate ai medesimi ideali, come il Nasjonal Samling (il partito fascista norvegese) fecero ampio uso del simbolismo e dell'immaginario vichingo nella loro propaganda.
L'eredità vichinga ebbe un notevole impatto in alcune regioni europee, specialmente nei Paesi baltici e nelle regioni tedesche affacciate sul Baltico, ma non aveva nulla a che fare con la Germania. I nazisti comunque non si proclamarono discendenti di alcun antico vichingo, bensì si rifecero al fatto che i Vichinghi erano discendenti di altre popolazioni germaniche, storicamente accertato.
Ciò divenne (e per molti versi lo è tuttora) il fondamento di molta iconografia nazionalsocialista. Per esempio, le SS utilizzarono una lettera dell'antico alfabeto runico, come fanno attualmente anche altre organizzazioni neonaziste.